# Frances Bay
Frances Evelyn Bay (Mannville, 23 de enero de 1919 - Tarzana, 15 de septiembre de 2011) fue una actriz canadiense con nacionalidad estadounidense. Su carrera duró 35 años, actuó en una variedad de papeles tanto en cine como en televisión. 
Bay fue incluida en el Paseo de la Fama de Canadá en 2008.

## Sinopsis de su carrera
Comenzó su carrera como artista profesional en la radio de la década de 1930, no comenzó a trabajar en la industria de la televisión y el cine hasta 1976, mientras que a mediados de la década de 1950 apareció en numerosos papeles y era conocida por interpretar a mujeres excéntricas de edad avanzada, particularmente en Seinfeld y Happy Gilmore. También trabajó en el teatro, ganando el Drama-Logue y el Premio Gemini respectivamente.

## Vida personal
El nombre de nacimiento de Bay era Frances Evelyn Goffman y nació en Manville, Canadá hija de unos padres que eran inmigrantes ucranianos de ascendencia judía, Ann Averbach y Max Goffman y fue criada en Dauphin. Su hermano menor era el notable sociólogo Erving Goffman. Antes de la Segunda Guerra Mundial actuó profesionalmente en Winnipeg y pasó la guerra presentando el programa de la CBC, Everybody's Program, dirigido a los miembros que cumplían con el servicio militar en el extranjero.
Se casó con Charles Irwin Bay (15 de diciembre de 1918 - 18 de junio de 2002) en 1946 y se trasladó a Ciudad del Cabo en Sudáfrica, viviendo en Constantia y Camps Bay. Estudió con Uta Hagen durante aquella época.
Charles y Frances Bay tenían un hijo, Josh (14 de marzo de 1947 - 6 de junio de 1970) que murió a la edad de 23 años.
Fue incluida en el Paseo de la fama del Canadá el 6 de septiembre de 2008, en gran parte gracias a la petición de 10.000 personas. El comité de selección también recibió cartas personales de Adam Sandler, Jerry Seinfeld, Henry Winkler, Monty Hall y otras celebridades.

## Primeros papeles
Bay no apareció en películas hasta que tuvo un pequeño papel en Foul Play, una comedia de 1978 protagonizada por Goldie Hawn y Chevy Chase. Un año antes interpretó el papel de Miss Hamilton en el especial de Navidad Christmas Time with Mister Rogers. Desde entonces empezó a interpretar pequeños papeles en películas como Karate Kid, Big Top Pee-wee y Twins.
Su primera aparición en televisión tuvo lugar al interpretar a la abuela del personaje Fonz en Días felices. En 1983 interpretó a la abuela en Caperucita Roja en Faerie Tale Theatre para Showtime (televisión).

## Trabajos con David Lynch
En 1986 Bay apareció como la tía del personaje ficticio que interpretaba Kyle MacLachlan en la película Terciopelo azul de David Lynch. El éxito al interpretar este papel le valió a Bay para actuar en varias películas posteriores de Lynch, incluyendo el papel de señora malhablada en la película Wild at Heart y como Miss Tremond en la serie Twin Peaks y en su secuela Twin Peaks: Fire Walk with Me.

## Otros papeles
En 1990 Bay tuvo un pequeño papel en la película protagonizada por Anjelica Huston y John Cusack, The Grifters. Apareció en dos películas de Stuart Gordon, como una bruja amable en The Pit and the Pendulum y como una adivina en Edmond adaptada de la obra homónima de David Mamet.
Interpretó a la abuela de Adam Sandler en Happy Gilmore (1996). Apareció también el vídeo musical de la canción cómica de Jimmy Fallon Idiot Boyfriend. En 1994 interpretó a Miss Pickman en la película de John Carpenter In the Mouth of Madness. También interpretó a Thelma en la película Inspector Gadget.

## En televisión
Bay apareció en los episodios finales de las comedias de situación Días felices, Who's the Boss? y Seinfeld. Tuvo la oportunidad de interpretar a la prima Winifred en el cuarto y último episodio de Road to Avonlea, un papel por el que ganó el Premio Gemini.
Su última actuación la realizó en el (2009-2011) en la serie The Middle, donde interpretó a la tía Ginny.
Participó en el capítulo 11 de la temporada 2 de la serie The X Files titulado " excelsis dey" en el papel de Dorothy.

## Vida personal y muerte
En 2002 Bay fue atropellada y sufrió la amputación de su pierna derecha, quedando confinada en una silla de ruedas. Murió en Tarzana, California, el 15 de septiembre de 2011 a causa de una neumonía a los 92 años.